# Front Kaukaski (Imperium Rosyjskie)

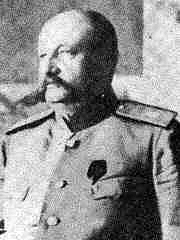
Nikołaj Judenicz

Front Kaukaski (ros. Кавказский фронт) – front rosyjski w I wojnie światowej. Dowództwo sformowano w kwietniu 1917 z dowództwa Armii Kaukaskiej. Rozformowany w 1918, po traktacie brzeskim.

## Naczelni dowódcy Frontu
- 3 kwietnia 1917 – 31 maja 1917 gen. piechoty Nikołaj Judenicz,
- 31 maja 1917 – 28 grudnia 1917 gen. piechoty Michaił Prżewalski,
- grudzień 1917 – maj 1918 gen. major Jewgienij Lebiedinski

## Skład Frontu
- Armia Kaukaska: kwiecień 1917 – początek 1918.